# 李日忠
李日中（越南语：／；11世纪20年代—1043年後），也諱李日忠，是李太宗第四个儿子，生母不详。他在通瑞2年（1035年）被册封为奉乾王。明道二年（1043年）五月被李太宗命令讨伐文州，并且平定了当地部落叛乱。

## 子女後代
只知道他生了一个女儿，即为公主李玉嬌（妙因），下嫁给黎某，黎某去世后，她出家，法号妙因。

## 外部連結
- （中文）.   [2013-11-22]. （原始内容存档于2008-10-12）.